# Rebecca Saunders
Rebecca Saunders (Londen, 19 december 1967) is een Brits componiste, die al langere tijd in Berlijn, Duitsland woont.
Haar muzikale loopbaan begon op de viool, maar tijdens haar studie aan de Universiteit van Edinburgh kwam daar een studie compositie bij. Van 1991 tot 1994 kreeg ze onderricht van Wolfgang Rihm aan de Musikhochschule für Musik Karlsruhe. Daarna voltooide ze haar studie bij Nigel Osborne (1994-1997), wederom in Edinburgh. Haar composities, die voornamelijk op het gevoel werken (aldus Saunders) staan bekend om het enorme dynamisch bereik, dat wordt gebruikt en haar voorliefde voor Klangfarben (toonschilderen). Zo zijn Choler, en Crimson composities die terug te voeren zijn op de bijbehorende kleurschakeringen binnen rood. Gedurende het seizoen 2009-2010 is zij huiscomponist van de Staatskapelle Dresden.

## Composities
- 1991: Behind the purple curtain
- 1992: trio voor basklarinet, cello en piano
- 1994: Mirror, mirror on the wall
- 1994: The underside of green
- 1996: Dichroic seventeen
- 1996: G and E on A
- 1996: Duo voor viool en piano
- 1996: Duo 3
- 1996: into the blue voor klarinet, fagot, piano, percussie, cello en contrabas
- 1996: Molly’s song 3
- 1998: Kwartet voor accordeon, klarinet, contrabas en piano
- 1999: Cinnabar
- 2001: Albacere
- 2001: Duo 4
- 2003: Sascha Walz
- 2003: Vermiljoen voor besklarinet, elektrische gitaar en cello
- 2003: Insideout
- 2004: Blaauw voor trompet
- 2004: Choler
- 2004: Miniata
- 2005: Blauw en grijs voor twee contrabassen
- 2005: Crimson – Molly’s Song 1
- 2005: Rubricare
- 2005: Fury voor contrabas solo
- 2006: A visible trace
- 2006: Traces voor orkest
- 2007: Striing still voor altfluit, hobo, klarinet, piano en crotales
- 2007: Soliloquy
- 2008: Company
- 2009: Disclosure

De serie composities met de naam Chroma I-X (in 2009 10 delen) verscheen vanaf 2003.
- Bibliothèque nationale de France: cb15544923n (data)
- Gemeinsame Normdatei: 131758357
- International Standard Name Identifier: 0000 0001 1476 1626
- Library of Congress Control Number: no2002033659
- MusicBrainz: 573c07e0-9256-43de-8de8-b21e1b05577b
- Nationale Bibliotheek van Tsjechië: js20040614005
- Nationale Bibliotheek van Israël: 987007455278005171
- Nederlandse Thesaurus van Auteursnamen: 183765605
- Système universitaire de documentation: 227530268
- Virtual International Authority File: 228062636
- WorldCat: E39PBJktpdGfhkRBrJF4wkDwmd